# Martakert (région)
Martakert (en arménien : Մարտակերտ) est une ancienne région de la république du Haut-Karabagh, dont le chef-lieu était Martakert. Pour l'Azerbaïdjan, son territoire relevait de ceux des raions de Kelbadjar, Tartar et Agdam.

## Géographie
La région s'étendait sur 1 795 km2 dans le nord du Haut-Karabagh. Elle abritait le réservoir de Sarsang et le monastère de Gandzasar.

## Histoire
La région est constituée par la république du Haut-Karabagh sur le territoire de l'ancien district du même nom de l'oblast autonome du Haut-Karabagh. Elle est l'objet de violents affrontements durant la guerre entre Arméniens et Azéris ; ces derniers en contrôlent l'extrémité orientale à partir de cette date.
Lors de la guerre de 2020, les forces azerbaïdjanaises prennent les villages d'Aygestan, Karmiravan, Levonarkh, Madaghis et Talish. Après la mise en œuvre de l'accord de cessez-le-feu du 10 novembre 2020, certains autres villages sont restitués à l'Azerbaïdjan.
À la suite d'une nouvelle offensive, la province est entièrement contrôlée par les forces azerbaïdjanaises à partir du 23 septembre 2023, ce qui entraîne l'exode des populations arméniennes vers l'Arménie.

## Démographie
En 2010, la population était estimée à 19 600 habitants.

## Géographie humaine
Outre la capitale Martakert, la seule communauté urbaine de la région, 42 communautés rurales sont dénombrées :
- Aghabekalandj
- Aradjadzor
- Chankatagh
- Chapar
- Chldran
- Drmbon
- Garnakar
- Getavan
- Harutyunagomer
- Haterk
- Hovtashen
- Khnkavan
- Kichan
- Kochoghot
- Kolatak
- Kousapat
- Madaghis
- Maghavouz
- Mehmana
- Mets Shen
- Mokhratagh
- Nerkin Horatagh
- Nor Aygestan
- Nor Ghazanchi
- Nor Haykadjur
- Nor Karmiravan
- Nor Maragha
- Nor Seysoulan
- Poghosagomer
- Shahmasour
- Talish
- Tbldou
- Tsaghkashen
- Tsamakahogh
- Vaghouas
- Vank
- Vardadzor
- Varnkatagh
- Verin Horatagh
- Zaglik
- Zardakhach